# سیستم خودگردان (ریاضیات)

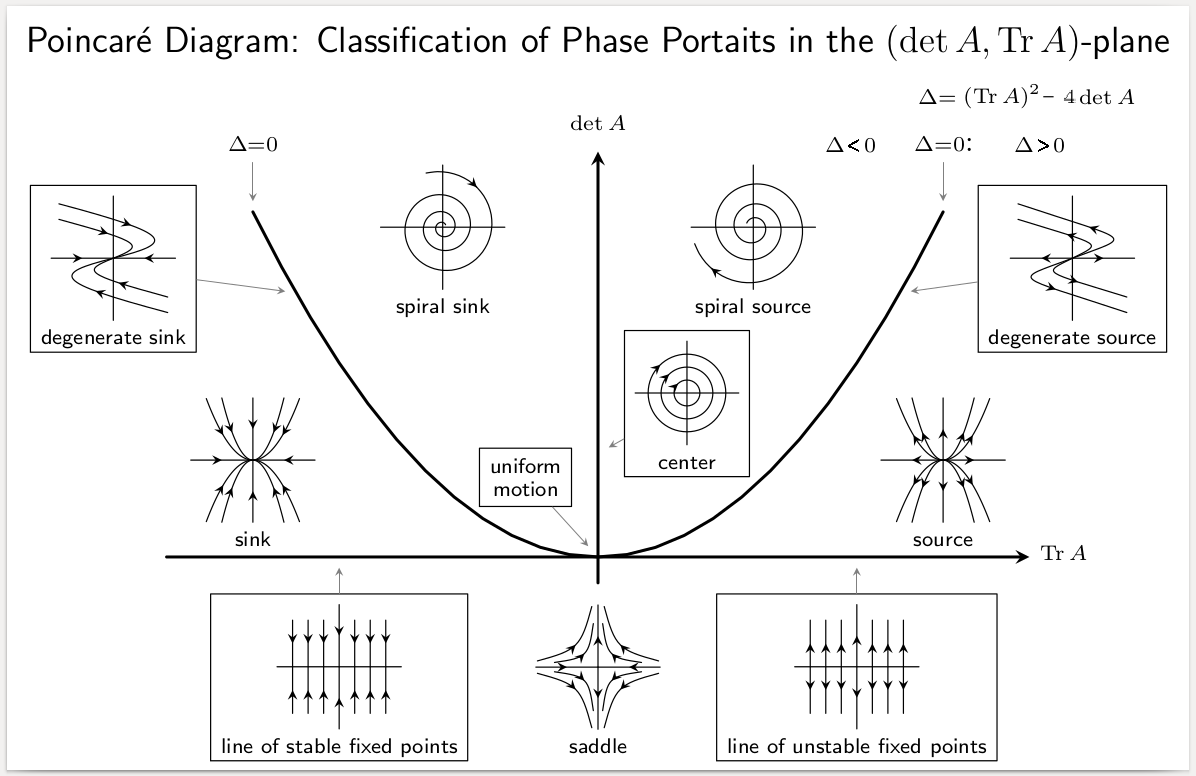
نمودار پایداری دسته‌بندی نگاشت پوانکاره از سیستم خودگردان خطی با توجه به ویژگی‌های آنها پایدار یا ناپایدار است. پایداری به‌طور کلی در سمت چپ نمودار افزایش می‌یابد. بعضی از چاه‌ها، چشمه‌ها یا گره‌ها نقاط تعادل هستند.

مورد ۲ بعدی به صفحه فاز اشاره دارد.

در ریاضیات، یک سیستم خودگردان یا معادله دیفرانسیل خودگردان، سیستمی از معادلات دیفرانسیل معمولی است، که صریحاً به متغیر مستقل بستگی ندارد. هنگامی که متغیر زمان است، به آنها سیستم‌های تغییرناپذیر با زمان نیز گفته می‌شود.
بسیاری از قوانین در فیزیک، که متغیر مستقل معمولاً به عنوان زمان فرض می‌شود، به عنوان سیستم‌های خودگردان بیان می‌شوند زیرا فرض بر این است که قوانین طبیعت که اکنون وجود دارد با هر نقطه از گذشته یا آینده یکسان است.
سیستم‌های خودگردان با سیستم‌های دینامیکی ارتباط تنگاتنگی دارند. هر سیستم خودگردانی را می‌توان به یک سیستم دینامیکی تبدیل کرد و با استفاده از فرضیات بسیار ضعیف، یک سیستم دینامیکی می‌تواند به یک سیستم خودگردان تبدیل شود

## تعریف
سیستم خودگردان سیستمی از معادلات دیفرانسیل معمولی است به این شکل
{\displaystyle {\frac {d}{dt}}x(t)=f(x(t))}
که x مقادیر را در فضای اقلیدسی n بُعدی می‌گیرد؛ t اغلب به عنوان زمان تعبیر می‌شود.
از سیستم معادلات دیفرانسیل شکلی متمایز می‌شود
{\displaystyle {\frac {d}{dt}}x(t)=g(x(t),t)}
که در آن قانون حاکم بر تکامل سیستم فقط به وضعیت فعلی سیستم بستگی ندارد بلکه به پارامتر t نیز بستگی دارد، که اغلب به عنوان زمان تفسیر می‌شود؛ چنین سیستم‌هایی بنا به تعریف خودگردان نیستند.

## خواص
اجازه دهید {\displaystyle x_{1}(t)} یک جواب منحصر به فرد از مسئله مقدار اولیه برای یک سیستم خودگردان باشد
{\displaystyle {\frac {d}{dt}}x(t)=f(x(t))\,\mathrm {,} \quad x(0)=x_{0}} .
سپس {\displaystyle x_{2}(t)=x_{1}(t-t_{0})} حل می‌کند
{\displaystyle {\frac {d}{dt}}x(t)=f(x(t))\,\mathrm {,} \quad x(t_{0})=x_{0}} .
در واقع، نمایان‌گر {\displaystyle s=t-t_{0}} ما داریم {\displaystyle x_{1}(s)=x_{2}(t)} و {\displaystyle ds=dt} ، بدین ترتیب
{\displaystyle {\frac {d}{dt}}x_{2}(t)={\frac {d}{dt}}x_{1}(t-t_{0})={\frac {d}{ds}}x_{1}(s)=f(x_{1}(s))=f(x_{2}(t))} .
برای این شرایط اولیه، این اثبات بدیهی است،
{\displaystyle x_{2}(t_{0})=x_{1}(t_{0}-t_{0})=x_{1}(0)=x_{0}} .

## تحلیل کیفی
سیستم‌های خودگردان را می‌توان با استفاده از فضای فاز به صورت کیفی تحلیل کرد. در حالت یک متغیره، این خط فاز است.

## روش‌های حل
روش‌های زیر برای معادلات دیفرانسیل خودگردان یک بعدی اعمال می‌شود. هر معادله یک-بُعدی از مرتبه {\displaystyle n} برابر است با یک دستگاه مرتبه اول {\displaystyle n}-بُعدی (همان‌طور که در معادله دیفرانسیل معمولی # کاهش به سیستم مرتبه اول شرح داده شده‌است)، اما لزوماً برعکس برقرار نیست.

### مرتبه اول
معادله خودگردان مرتبه اول
{\displaystyle {\frac {dx}{dt}}=f(x)}
جداشدنی است، بنابراین با مرتب‌سازی مجدد در فرم انتگرالی به راحتی قابل حل است
{\displaystyle t+C=\int {\frac {dx}{f(x)}}}

### مرتبه دوم
معادله خودگردان مرتبه دوم
{\displaystyle {\frac {d^{2}x}{dt^{2}}}=f(x,x')}
دشوارتر است، اما با معرفی متغیر جدید می‌توان آن را حل کرد
{\displaystyle v={\frac {dx}{dt}}}
و بیان مشتق دوم از {\displaystyle x} (از طریق قاعده زنجیره‌ای) به عنوان
{\displaystyle {\frac {d^{2}x}{dt^{2}}}={\frac {dv}{dt}}={\frac {dx}{dt}}{\frac {dv}{dx}}=v{\frac {dv}{dx}}}
به طوری که معادله اصلی شود
{\displaystyle v{\frac {dv}{dx}}=f(x,v)}
که یک معادله مرتبه اول است و هیچ اشاره‌ای به متغیر مستقل {\displaystyle t} ندارد و در صورت حل، {\displaystyle v} را به عنوان تابعی از {\displaystyle x} ایجاد می‌کند. سپس، با یادآوری تعریف {\displaystyle v}:
{\displaystyle {\frac {dx}{dt}}=v(x)\quad \Rightarrow \quad t+C=\int {\frac {dx}{v(x)}}}
که یک جواب ضمنی است.

### مرتبه‌های بالاتر
هیچ روش مشابهی برای حل معادلات خودگردان درجه سوم یا بالاتر وجود ندارد. چنین معادلاتی را می‌توان دقیقاً حل کرد اگر اتفاقاً ویژگی ساده‌سازی دیگری نیز داشته باشد، به عنوان مثال خطسانی یا وابستگی سمت راست معادله فقط به متغیر وابسته (یعنی مشتقات آن نه). با توجه به این که سیستم‌های خودگردان غیرخطی در سه بعد می‌توانند رفتاری آشوبناک مانند جاذب لورنز و جاذب روسلر ایجاد کنند، تعجب آور نیست.
با این ذهنیت، همچنین تعجب آور نیست که معادلات عمومی غیر خودگردان مرتبه دوم به صراحت حل نشوند، زیرا این‌ها همچنین می‌توانند آشوبناک باشند (نمونه‌ای از این‌ها، آونگ اجباری دوره‌ای است).

### مورد چندمتغیره
حالا ما داریم {\displaystyle X'(t)=AX(t),}، جایی که {\displaystyle X(t)} هست یک بردار {\displaystyle n}-بُعدی وابسته به {\displaystyle t} .
جواب: {\displaystyle X(t)=e^{At}C}، که {\displaystyle C} یک بردار ثابت {\displaystyle n\times 1} هست